# João Rui de Sousa
João Rui de Sousa (Lisboa, 12 de outubro de 1928 — Lisboa, 17 de junho de 2022) foi um poeta, tradutor e ensaísta português.

## Biografia
Depois de ter concluído um curso de técnico agrícola, e já a trabalhar na Junta Nacional das Frutas onde desempenhou funções no sector da documentação e edições, licenciou-se em Ciências Históricas e Filosóficas, pela Faculdade de Letras de Lisboa. A partir de 1982 e até à sua aposentação em 1993, trabalhou como investigador na área de espólios literários da Biblioteca Nacional de Lisboa, onde em 1985 organizou, com Teresa Sobral Cunha, a "Exposição Comemorativa do Cinquentenário da Morte de Fernando Pessoa" e a respectiva publicação, Fernando Pessoa: O Último Ano. No mesmo ano publicou Fernando Pessoa empregado de escritório, obra revista e aumentada em 2010.
Foi um dos fundadores, com António Ramos Rosa, António Carlos (Leal da Silva), José Bento e José Terra, da revista Cassiopeia, que dirigiu em 1955 e onde se estreou literariamente com dois poemas e o ensaio "A Angústia e o Nosso Tempo". 
A sua poesia, só revelada em livro no início da década de sessenta, dir-se-ia situar-se entre esta década e a anterior. Daí o modo como soube equilibrar a distensão da linguagem com um sentido elíptico que se diria voluntariamente assumido, as preocupações sociais com a ambiguidade de uma linguagem que acaba por encontrar o espaço próprio das suas imagens e metáforas, uma dispersão surrealizante com uma maior exigência e limpidez na construção poemática. 
Colaborou em avultado número de jornais e revistas, nacionais e estrangeiras, e participou em recitais de poesia em diversos pontos do país. Está representado em mais de três dezenas de antologias e volumes colectivos. Ao nível da actividade ensaística, e com predomínio da crítica de poesia, teve igualmente colaboração em cerca de dezena e meia de publicações periódicas, destacando-se, pela intensidade dessa colaboração, Colóquio-Letras, JL - Jornal de Letras, Artes e Ideias e A Capital. Em sessões públicas de vária índole ou sob forma prefacial, fez a apresentação de apreciável número de autores ou de algumas das suas obras. Para além de estudos mais desenvolvidos e já recolhidos em publicações, nomeadamente sobre Cesário Verde e Mário Saa, teve responsabilidades na organização e na apresentação de volumes como Fotobibliografia de Fernando Pessoa (1988) e Poesias Completas de Adolfo Casais Monteiro (1993).
Faleceu a 17 de junho de 2022, em Lisboa.

## Obras
- A hipérbole na cidade: poema (1960)
- Circulação (1960)
- A habitação dos dias: poemas (1962)
- A moral vitalista em Guyau e em Bergson: ensaio comparativo (1963)
- Meditação em Samos (1970)
- Corpo terrestre (1972)
- O fogo repartido, 1960-1980 (1983)
- Fernando Pessoa, empregado de escritório (1985, 2.ª ed. revista e aumentada 2010)
- Fernando Pessoa: O Último Ano (1985, coord., com Teresa Sobral Cunha).
- Modernismo e intratextualidade na poesia de Mário Saa (1987)
- Fotobibliografia de Fernando Pessoa  (1988)
- Este rio de quatro afluentes (1988)
- Palavra azul e quando (1991)
- Enquanto a noite, a folhagem (1991)
- Sonetos de cogitação e êxtase  (1994)
- Obstinação do corpo  (1996)
- António Ramos Rosa ou o diálogo com o universo (1998)
- Escríticas : tópicos sobre poesia (1999)
- Os percursos, as estações (2000)
- Obra poética 1960-2000  (2002)
- Lavra e pousio (2005)
- Quarteto para as próximas chuvas (2008)